# Tuz Churmatu
Tuz Churmatu (arab. طوز خورماتو, Ṭūz H̱ūrmātū; tur. Tuzhurmatu) – miasto w Iraku, w muhafazie Salah ad-Din, siedziba administracyjna kady Tuz, około 80 km na południe od Kirkuku i 175 km na północ od Bagdadu. Miasto jest terytorium spornym pomiędzy Kurdami, kontrolującymi Kirkuk, a rządem irackim oraz Siłami Mobilizacji Ludowej. Większość mieszkańców miasta to Turkmeni Iraccy, w przeważającej części szyici.

## Historia
Miasto brało udział w powstaniu w 1991 roku. Włączyło się do niego pomiędzy 10 a 12 marca. Irackie siły odzyskały je 17 marca, po ciężkich walkach, w których użyły m.in. bombardowania napalmem oraz fosforem.
W listopadzie 2015 roku w mieście wybuchły kilkudniowe walki pomiędzy Peszmergami a bojówkami szyickimi. W ich wyniku zginęło 11 osób, a 20 zostało rannych. Wkrótce potem wynegocjowane zostało zawieszenie broni.

### Zamachy terrorystyczne
Ze względu na dużą populację szyicką i sunnicką oraz sporną sytuację, miasto wielokrotnie padało ofiarą zamachów terrorystycznych.
- 2 czerwca 2005 w wybuchu samochodu-pułapki zginęło 12 osób, a co najmniej 40 zostało rannych[6].
- 23 czerwca 2005 zdalnie zdetonowany samochód-pułapka zabił jednego policjanta oraz ranił siedmiu cywili[7].
- 7 czerwca 2007 eksplozja wypełnionej materiałami wybuchowymi przykrytymi sianem ciężarówki zabiła 150 osób, raniąc 250[8].
- 7 września 2010 iracki żołnierz otworzył ogień do amerykańskich żołnierzy, zabijając dwóch i raniąc dziewięciu[9].
- 16 stycznia 2013 wybuch w kurdyjskim centrum bezpieczeństwa zabił 5 osób, raniąc 40. Był to element ogólnokrajowej akcji wymierzonej w szyitów, w wyniku której zginęło 55 osób, a 288 zostało rannych[10].
- 25 lipca 2015 dwóch zamachowców-samobójców zdetonowało bomby na miejskiej pływalni, zabijając 12 osób i raniąc 45. Większość ofiar stanowili szyiccy Turkmeni[11].
- 28 listopada 2015 zamachowiec-samobójca zabił 6 osób i ranił 16 w ataku na rogatkach miasta[12].
- 21 listopada 2017 samochód-pułapka został zdetonowany na targowisku. W zamachu zginęło 21 osób, a około 50 zostało rannych[13].